# 오도로키 호스케
오도로키 호스케(일본어: 王泥喜 法介), (2003~)는 역전재판에 등장하는 가공의 인물로, 역전재판 4의 주인공이다. 역전재판 5에서 역전의 백귀야행, 별이 된 역전에서 주인공으로 나온다.영어판에서의 이름은 아폴로 저스티스(영어: Apollo Justice)이다.

## 이름의 유래
오도로키(일본어: 驚き)는 '놀람'이란 뜻을 가지고 있으며 호스케는 법(法) 자에다 일본어 남자 이름에 흔히 쓰이는 ~스케(일본어: 介 すけ)를 붙여서 따왔고 영문 이름은 지혜의 신 아폴로(Apollo)에다 정의를 뜻하는 Justice를 붙여서 딴 것으로 추정된다.

## 개요
그는 아루마지키 유우미의 아들이며 나루호도 미누키와는 어머니가 같은 의붓오빠이다. 그의 아버지는 그가 태어나자마자 바로 세상을 떠났다.
그리고 장성한 뒤 법학교를 졸업하고 가류 법률사무소에 들어간 뒤, 가류 키리히토에게 변호사 교육을 받은 후 2025년에 정식으로 변호사로 데뷔하게 된다.

## 경력
- 2025.04.20: 〈역전의 조커〉 변호인
- 2025.06.15~17: 〈역전 연쇄의 거리〉 변호인
- 2025.07.07~10: 〈역전의 세레나데〉 변호인
- 2025.10.07~09: 〈역전을 잇는 자〉 변호인